# 2007 en catch
Chronologie du catch
- 2006 en catch - 2007 en catch - 2008 en catch

Les faits marquants de l'année 2007 en catch

## Décès en 2007
- 19 janvier : Scott Bigelow, décédé à 45 ans des suites de complications cardiaques causées par ingestion régulière de médicaments et de cocaïne[1].
- 6 mars : Allen Coage, connu sous le nom de Bad News Allen, mort à 63 ans d'une crise cardiaque[2].
- 10 mars : Ernie Ladd, 68 ans.
- 15 juin : Sherri Martel, survenue à l'âge de 49 ans à la suite d'une overdose médicamenteuse[3].
- 24 juin : Chris Benoit, décédé à l'âge de 40 ans par suicide, après avoir tué sa femme et son fils lors d'une crise de démence[4].
- 28 juillet : Karl Gotch, 82 ans[5].
- 13 août : Brian Adams, mort à 44 ans causée par une overdose médicamenteuse[6].
- 2 novembre : Mary Lillian Ellison, connue sous le nom de Fabulous Moolah, 84 ans[7].